# Tisätertjärnet
Tisätertjärnet är en sjö i Färgelanda kommun i Dalsland och ingår i Örekilsälvens huvudavrinningsområde. Sjön har en area på 0,0421 kvadratkilometer och ligger 113,2 meter över havet.

## Delavrinningsområde
Tisätertjärnet ingår i det delavrinningsområde (651298-127195) som SMHI kallar för Utloppet av Sannesjön. Medelhöjden är 130 meter över havet och ytan är 32,75 kvadratkilometer. Det finns ett avrinningsområde uppströms, och räknas det in blir den ackumulerade arean 82,65 kvadratkilometer. Hajumsälven (Lerdalsälven) som avvattnar avrinningsområdet har biflödesordning 2, vilket innebär att vattnet flödar genom totalt 2 vattendrag innan det når havet efter 43 kilometer. Avrinningsområdet består mestadels av skog (68 procent) och jordbruk (12 procent). Avrinningsområdet har 2,62 kvadratkilometer vattenytor vilket ger det en sjöprocent på 8 procent.